# Agrostis fouilladeana
Agrostis fouilladeana é uma espécie de gramínea do gênero Agrostis, pertencente à família Poaceae.